# Белаван — Сей-Мангкай
Белаван — Сей-Мангкай — газопровід на півночі індонезійського острова Суматра.
У 2015 році до порту Белаван подали великий ресурс блакитного палива через газопровід Арун — Белаван. Одним із напрямків його використання стало живлення двох індустріальних зон — Kawasan Industri Medan (KIM, знаходиться у 5-му за величиною місті Індонезії Медані) та Kawasan Ekonomi Khusus Sei Mangkei (KEK). Для цього у 2016 році ввели в дію газопровід довжиною 139 км, який на невеликій початкові ділянці до KIM має діаметр 450 мм та пропускну здатність у 2,5 млн м3 на добу, тоді як відтинок KIM — KEK виконаний в діаметрі 300 мм із пропускною здатністю 1,1 млн м3 на добу.
Станом на початок 2020-х років в індустріальній зоні KEK дві третини доправленого сюди природного газу споживав завод компанії Unilever з переробки пальмової олії, здатний вробляти 200 тисяч тонн продукції на рік (миючі засоби та інше).
У майбутньому (за умови спорудження трубопроводу Сей-Мангкай — Думай) Белаван — Сей-Мангкай може стати частиною транссуматранського газотранспортного коридора.